# Elisabet av Ungern (serbisk drottning)
Elisabet av Ungern, död 1322, var drottning av Serbien 1283–1284, som gift med tsar Stefan Nemanja. Hon betraktas som salig i den ungerska katolska kyrkan. 